# Sierpień (singel)
Sierpień – trzeci singel polskiego piosenkarza Baranovskiego z jego trzeciego albumu studyjnego, zatytułowanego Ucieczki i powroty. Singel został wydany 31 sierpnia 2023.
Kompozycja znalazła się na 7. miejscu listy OLiA, najczęściej odtwarzanych utworów w polskich rozgłośniach radiowych.

## Geneza utworu i historia wydania
Utwór napisali i skomponowali Wojciech Baranowski i Robert Krawczyk.
Singel ukazał się w formacie digital download 31 sierpnia 2023 w Polsce za pośrednictwem wytwórni płytowej Warner Music Poland. Piosenka została umieszczona na trzecim albumie studyjnym Baranovskiego – Ucieczki i powroty.

## „Sierpień” w stacjach radiowych
Nagranie było notowane na 7. miejscu w zestawieniu OLiA, najczęściej odtwarzanych utworów w polskich rozgłośniach radiowych.

## Teledysk
Do utworu powstał teledysk w reżyserii Michała Sierakowskiego i Michała Mańka, który udostępniono w dniu premiery singla za pośrednictwem serwisu YouTube.

## Lista utworów
- Digital download[2]

1. „Sierpień” – 2:45

## Notowania
| Kraj   | Lista (2023)                   | Najwyższa pozycja |
| ------ | ------------------------------ | ----------------- |
| Polska | OLiS – oficjalna lista airplay | 7                 |

| Kraj   | Lista (2023)                   | Pozycja |
| ------ | ------------------------------ | ------- |
| Polska | OLiS – oficjalna lista airplay | 74      |

## Wyróżnienia
| Rok  | Konkurs                  | Kategoria    | Rezultat    |
| ---- | ------------------------ | ------------ | ----------- |
| 2023 | Przebój roku RMF FM 2023 | Przebój roku | 16. miejsce |